# Billbergia nana
Billbergia nana là một loài thực vật có hoa trong họ Bromeliaceae. Loài này được E.Pereira mô tả khoa học đầu tiên năm 1973.